# Lekkoatletyka na Letnich Igrzyskach Paraolimpijskich 2004 – skok w dal kl. F11 mężczyzn
W  konkursie Skoku w dal kl. F11 (zawodnicy niewidomi) mężczyzn podczas Letnich Igrzysk Paraolimpijskich 2004 rywalizowało ze sobą 13 zawodników.

## Wyniki

### Finał
| Poz. | Zawodnik              | Narodowość        | Rezultat | Uwagi |
| ---- | --------------------- | ----------------- | -------- | ----- |
| 1    | Li Duan               | Chiny             | 6.40     |       |
| 2    | Elexis Gillette       | Stany Zjednoczone | 6.24     |       |
| 3    | Siergiej Sewostianow  | Rosja             | 6.10     |       |
| 4    | Jorge Jay Maso        | Kuba              | 5.96     |       |
| 5    | Athanasios Barakas    | Grecja            | 5.87     |       |
| 6    | Dimitrios Alexiou     | Grecja            | 5.85     |       |
| 7    | Lukas Hendry          | Szwajcaria        | 5.84     |       |
| 8    | Viktar Zhukouski      | Białoruś          | 5.83     |       |
| 9    | Xavi Porras           | Hiszpania         | 5.79     |       |
| 10   | Bil Marinkovic        | Austria           | 5.71     |       |
| 11   | Jose Manuel Rodriguez | Hiszpania         | 5.62     |       |
| 12   | Zeynidin Bilalov      | Azerbejdżan       | 5.50     |       |
| 13   | Mineho Ozaki          | Japonia           | 5.45     |       |